# Кретов, Степан Иванович

Бюст С. И. Кретова в Минусинске.

Степа́н Ива́нович Кре́тов (25 декабря 1919 года, село Малая Ничка, Минусинский район Красноярского края — 19 января 1975 года, Москва) — советский военный лётчик, участник Великой Отечественной войны, дважды Герой Советского Союза (1944, 1948).

## Ранние годы
Родился 25 декабря 1919 года в семье крестьянина.
Окончив школу в Минусинске, поступил в Канский сельскохозяйственный техникум. Во время учёбы в техникуме одновременно овладел лётным делом, обучаясь в аэроклубе. В 1939 году добровольно пошёл на военную службу. Уже будучи в рядах Красной Армии, в 1940 году окончил Балашовскую военную авиационную школу и стал пилотом бомбардировщика.

## Война
В качестве лётчика бомбардировочной эскадрильи авиации дальнего действия участвовал в боевых действиях с самого начала войны, с июня 1941 года. В ходе войны совершил более 400 боевых вылетов в глубокий (несколько сот километров) тыл противника. Экипажами под командованием Кретова уничтожено не менее 60 немецких самолётов на земле, а также сбито не менее 10 самолётов противника в воздухе, что является высоким показателем для пилота бомбардировочной авиации. К окончанию войны был командиром эскадрильи 21-го дальнебомбардировочного авиаполка 50-й авиационной Крымской дивизии дальнего действия 6-го авиационного Донбасского корпуса дальнего действия.
Во время войны восемь раз покидал подбитый самолёт с парашютом, из них однажды, после бомбардировки керченского порта, — над морем, в километре от берега. После выполнения другого задания около 800 километров возвращался на аэродром на одном двигателе, поскольку второй был повреждён. 13 марта 1944 года за боевые заслуги был удостоен первого звания «Герой Советского Союза». Второе звание было присвоено уже после войны, 23 февраля 1948 года.

## Послевоенные годы

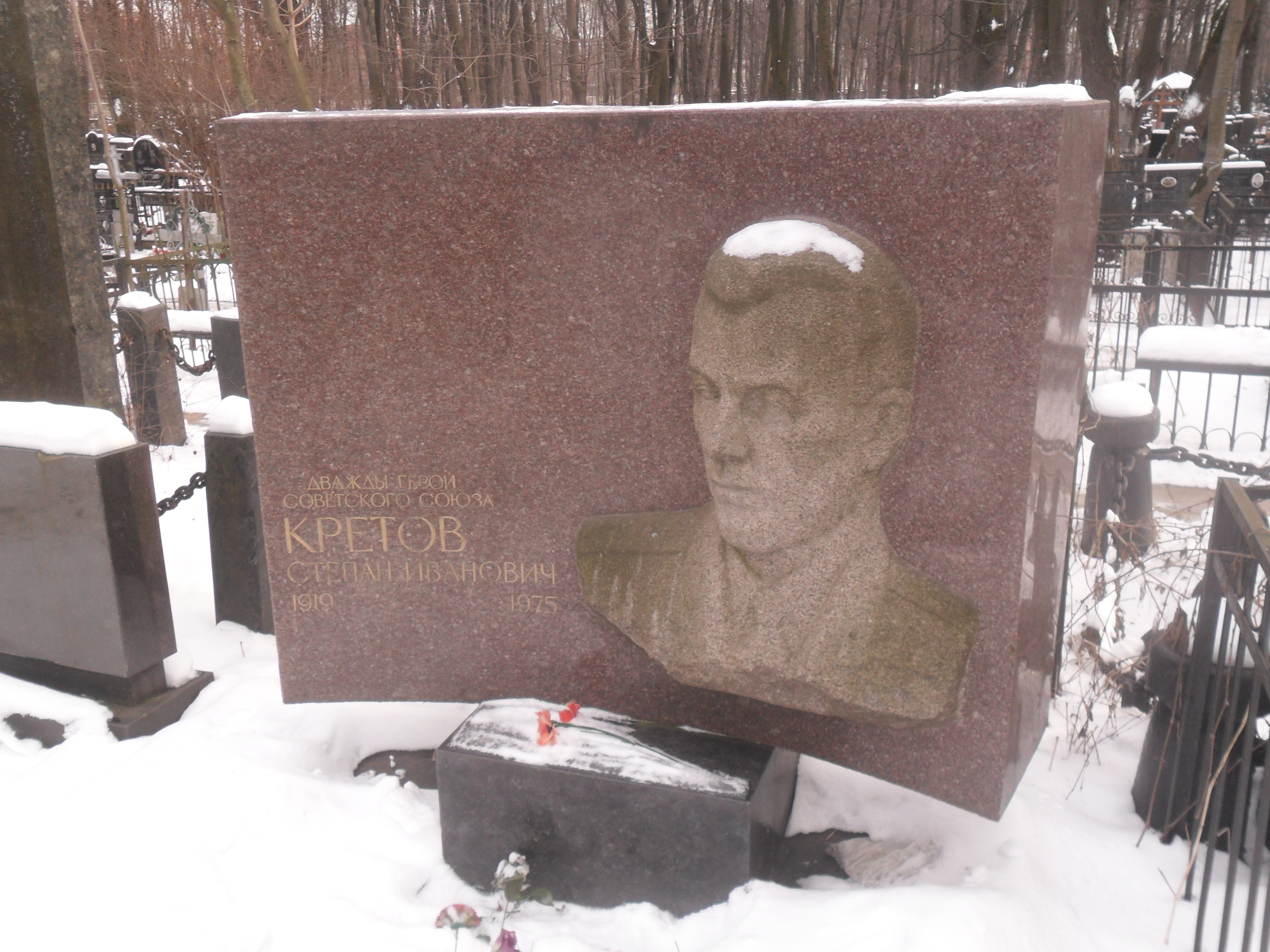
Могила Кретова на Введенском кладбище Москвы.

По окончании войны служил на командных и штабных должностях в военно-воздушных силах, продолжал обучение, после чего сам перешёл на преподавательскую работу. В 1950 году окончил Высшую офицерскую лётно-тактическую школу, в 1958 году — Военно-воздушную академию. В 1960 году присвоено воинское звание «полковник». С июля 1961 года преподавал в Ростовском ВКИУ, с декабря 1973 года — в Военной академии имени Ф. Э. Дзержинского.
Похоронен на Введенском кладбище (29 уч.).

## Награды
- орден Ленина (31.12.1942);
- орден Ленина (13.03.1944);
- орден Красного Знамени (23.12.1941);
- орден Красного Знамени (14.11.1942);
- орден Красной Звезды (1954);
- медали.

## Память
- Именем Кретова С. И. названа Большеничкинская средняя школа № 5 села Большая Ничка Минусинского района. В школе имеется музей ВОВ, в котором имеется отдельная экспозиция, посвящённая С. И. Кретову.
- Имя С.И. Кретова присвоено школе № 101 города Ростова-на-Дону.
- Как дважды Герою Советского Союза, на родине, в Минусинске, С. И. Кретову установлен бюст, а в 2022 г. также памятник[6].
- Именем Кретова в 70-х годах XX века названа одна из новых улиц города.
- В декабре 2012 года в Таганрогском заливе Азовского моря в семи километрах от населённого пункта Мержаново Ростовской области найден авиационный двигатель, по номеру которого удалось установить его принадлежность самолёту Ил-4, которым управлял С. И. Кретов во время налёта на Керченский порт, занятый немцами. Экипаж выбросился из поврежденного самолёта в километре от берега. По непроверенным данным все члены экипажа, кроме Кретова, погибли. Весной 2014 года двигатель доставлен энтузиастами-поисковиками Таганрога на родину Героя и выставлен в экспозиции Минусинского музея[7].